# National League South 2021-2022
La National League South 2021-2022 è stata la 17ª edizione della seconda serie della National League. Rappresenta, insiema alla National League North, il sesto livello del calcio inglese ed il secondo del sistema "non-league".

## Stagione

### Aggiornamenti
Dopo l'annullamento per Covid-19 del campionato 2020-21, tutti i 21 club aventi diritto, hanno confermato la loro iscrizione.

### Formula
In conseguenza dell'allargamento a 24 squadre dell'organico del successivo campionato, prevista in questa stagione una sola retrocessione nel livello inferiore.
| Squadra                    | Città                         | 2019-2020                                |
| -------------------------- | ----------------------------- | ---------------------------------------- |
| Bath City                  | Bath                          | 4º posto in National League South        |
| Billericay Town            | Billericay                    | 17º posto in National League South       |
| Braintree Town             | Braintree                     | 21º posto in National League South       |
| Chelmsford City            | Chelmsford                    | 10º posto in National League South       |
| Chippenham Town            | Chippenham                    | 14º posto in National League South       |
| Concord Rangers            | Canvey Island                 | 16º posto in National League South       |
| Dartford                   | Dartford                      | 6º posto in National League South        |
| Dorking Wanderers          | Dorking                       | 7º posto in National League South        |
| Dulwich Hamlet             | Londra (Dulwich)              | 19º posto in National League South       |
| Eastbourne Borough         | Eastbourne                    | 18º posto in National League South       |
| Ebbsfleet United           | Northfleet                    | 22º posto in National League, retrocesso |
| Hampton & Richmond Borough | Londra (Richmond upon Thames) | 8º posto in National League South        |
| Havant & Waterlooville     | Havant                        | 2º posto in National League South        |
| Hemel Hempstead Town       | Hemel Hempstead               | 11º posto in National League South       |
| Hungerford Town            | Hungerford                    | 22º posto in National League South       |
| Maidstone Utd              | Maidstone                     | 9º posto in National League South        |
| Oxford City                | Marston (Oxford)              | 13º posto in National League South       |
| Slough Town                | Slough                        | 5º posto in National League South        |
| St Albans City             | St Albans                     | 20º posto in National League South       |
| Tonbridge Angels           | Tonbridge                     | 15º posto in National League South       |
| Welling United             | Londra (Bexley)               | 12º posto in National League South       |

## Classifica finale
|  | Pos. | Squadra                | Pt | G  | V  | N  | P  | GF  | GS | DR  |
|  | ---- | ---------------------- | -- | -- | -- | -- | -- | --- | -- | --- |
|  | 1    | Maidstone Utd          | 87 | 40 | 27 | 6  | 7  | 80  | 38 | +42 |
|  | 2    | Dorking Wanderers      | 81 | 40 | 25 | 6  | 9  | 101 | 53 | +48 |
|  | 3    | Ebbsfleet Utd          | 76 | 40 | 24 | 4  | 12 | 78  | 53 | +25 |
|  | 4    | Dartford               | 74 | 40 | 21 | 11 | 8  | 75  | 42 | +33 |
|  | 5    | Oxford City            | 69 | 40 | 19 | 12 | 9  | 71  | 46 | +25 |
|  | 6    | Eastbourne Borough     | 60 | 40 | 17 | 9  | 14 | 73  | 67 | +6  |
|  | 7    | Chippenham Town        | 59 | 40 | 16 | 11 | 13 | 61  | 50 | +11 |
|  | 8    | Havant & Waterlooville | 57 | 40 | 15 | 12 | 13 | 58  | 55 | +3  |
|  | 9    | St Albans City         | 52 | 40 | 15 | 7  | 18 | 55  | 58 | -3  |
|  | 10   | Dulwich Hamlet         | 51 | 40 | 13 | 12 | 15 | 63  | 60 | +3  |
|  | 11   | Hampton & Richmond     | 51 | 40 | 14 | 9  | 17 | 56  | 56 | 0   |
|  | 12   | Hungerford Town        | 49 | 40 | 15 | 4  | 21 | 59  | 68 | -9  |
|  | 13   | Slough Town            | 49 | 40 | 12 | 13 | 15 | 51  | 69 | -18 |
|  | 14   | Concord Rangers        | 49 | 40 | 13 | 10 | 17 | 53  | 72 | -19 |
|  | 15   | Hemel H. Town          | 48 | 40 | 13 | 9  | 18 | 49  | 72 | -23 |
|  | 16   | Tonbridge Angels       | 45 | 40 | 11 | 12 | 17 | 43  | 53 | -10 |
|  | 17   | Braintree Town         | 45 | 40 | 11 | 12 | 17 | 38  | 54 | -16 |
|  | 18   | Bath City              | 45 | 40 | 13 | 6  | 21 | 45  | 68 | -23 |
|  | 19   | Chelmsford City        | 41 | 40 | 9  | 14 | 17 | 46  | 53 | -7  |
|  | 20   | Welling Utd            | 38 | 40 | 10 | 8  | 22 | 46  | 87 | -41 |
|  | 21   | Billericay Town        | 36 | 40 | 9  | 9  | 22 | 41  | 68 | -27 |

Legenda:
      Promosso in National League 2022-2023.
  Ammesso ai play-off.
      Retrocesso in Isthmian League Premier Division 2022-2023.
Regolamento:
Tre punti a vittoria, uno a pareggio, zero a sconfitta.
In caso di arrivo di due o più squadre a pari punti, la graduatoria viene stilata secondo i seguenti criteri:
- differenza reti
- maggior numero di gol segnati

## Spareggi

### Play-off

#### Tabellone
|  | Quarti di finale | Quarti di finale        | Quarti di finale    |                  |                  | Semifinali       | Semifinali        | Semifinali |  |  | Finale | Finale | Finale |  |
|  |                  |                         |                     |                  |                  |                  |                   |            |  |  |        |        |        |  |
|  |                  |                         |                     |                  |                  | 2                | Dorking Wanderers | 3          |  |  |        |        |        |  |
|  |                  |                         |                     |                  |                  | 2                | Dorking Wanderers | 3          |  |  |        |        |        |  |
|  |                  |                         |                     | Oxford City      | 0                |                  |                   |            |  |  |        |        |        |  |
|  | 5                | Oxford City             | 2                   | Oxford City      | 0                |                  |                   |            |  |  |        |        |        |  |
|  | 5                | Oxford City             | 2                   |                  |                  |                  |                   |            |  |  |        |        |        |  |
|  | 6                | Eastbourne Borough      | 0                   |                  |                  |                  |                   |            |  |  |        |        |        |  |
|  | 6                | Eastbourne Borough      | 0                   |                  | Dorking W. (dts) | Dorking W. (dts) | 3                 |            |  |  |        |        |        |  |
|  |                  |                         |                     |                  |                  |                  |                   |            |  |  |        |        |        |  |
|  |                  |                         | Ebbsfleet United    | Ebbsfleet United | 2                |                  |                   |            |  |  |        |        |        |  |
|  |                  |                         |                     | Ebbsfleet United | 2                |                  |                   |            |  |  |        |        |        |  |
|  |                  |                         |                     |                  |                  |                  |                   |            |  |  |        |        |        |  |
|  |                  |                         |                     |                  |                  |                  |                   |            |  |  |        |        |        |  |
|  |                  | 3                       | Ebbsfleet Utd (dts) | 1                |                  |                  |                   |            |  |  |        |        |        |  |
|  |                  |                         |                     | 1                |                  |                  |                   |            |  |  |        |        |        |  |
|  |                  |                         |                     | Chippenham Town  | 0                |                  |                   |            |  |  |        |        |        |  |
|  | 4                | Dartford                | 0                   | Chippenham Town  | 0                |                  |                   |            |  |  |        |        |        |  |
|  | 4                | Dartford                | 0                   |                  |                  |                  |                   |            |  |  |        |        |        |  |
|  | 7                | Chippenham T. (3-2 dcr) | 0                   |                  |                  |                  |                   |            |  |  |        |        |        |  |